# Nguyễn Kế Nhơn
Nguyễn Kế Nhơn (sinh ngày 10 tháng 6 năm 1988), biệt danh Già gân, là một võ sĩ chuyên nghiệp người Việt. Lĩnh vực của anh là bộ môn Muay Thái và Kickboxing. Anh hiện đang thi đấu chuyên nghiệp giải đấu Muay Thái thế giới trong khuôn khổ WBC Muay Thái, đồng thời là huấn luyện viên Muay Thái tại Câu lạc bộ Thể thao Sài Gòn (SSC).
Nguyễn Kế Nhơn là vận động viên Việt Nam đầu tiên giành đai vô địch WBC Muay Thái chuyên nghiệp thế giới, nhiều năm liền giữ vững vị trí nhà vô địch Muay Thái Việt Nam, đồng thời là võ sĩ vô địch Mekong Fighting Championship thể loại võ thuật mở rộng.

## Xuất thân tiểu sử
Nguyễn Kế Nhơn sinh ra và lớn lên ở vùng quê thôn Ngãi Chánh, xã Nhơn Hậu, thị xã An Nhơn, tỉnh Bình Định. Bố của anh là võ sư Ba Sang của võ cổ truyền gốc Bình Định. Võ sư Ba Sang có nghệ danh là Lý Xuân Sang hoặc Nguyễn Đình Sang, từng là võ sĩ tham gia tỉ thí võ thuật khắp Nam Bắc, vang danh một thời. Anh được bố dạy và tiếp xúc với võ thuật.
Thời kỳ đầu, Nguyễn Kế Nhơn không được bố cho phép luyện võ, mặc dù võ sư Ba Sang mở võ đường dạy võ, bởi lo lắng rằng anh sẽ nóng nảy, hiếu động và không tập trung vào việc học. Anh đã trốn bố để lén lút đến học võ ở một võ đường gần nhà. Một thời gian sau, với năng khiếu và sự yêu thích, anh đã bộc lộ tài năng vượt trội.
Những năm 12 đến 15 tuổi, Nguyễn Kế Nhơn liên tục vô địch giải võ thuật võ cổ truyền thiếu niên tỉnh Bình Định, nhưng không tham gia đội tuyển vận động viên của tỉnh. Giai đoạn 2003–2007, Nguyễn Kế Nhơn tạm ngưng tập luyện võ thuật, tập trung vào việc học phổ thông.
Sau khi tốt nghiệp phổ thông, anh tiến vào Thành phố Hồ Chí Minh, theo đuổi đam mê võ thuật và thi vào Trường Đại học Thể dục thể thao Thành phố Hồ Chí Minh. Anh học tập ngành thể chất và tốt nghiệp cử nhân thể thao. Từ đó, anh định cư ở Thành phố Hồ Chí Minh, sự nghiệp của anh bắt đầu.

## Sự nghiệp

### Bộ môn võ thuật và phong cách
Thời niên thiếu, Nguyễn Kế Nhơn tập luyện võ thuật cổ truyền Việt Nam, phái võ thuật Bình Định ở quê nhà. Trường phái võ cổ truyền với kỹ thuật đa dạng, linh hoạt theo thể chất nhỏ, gọn đặc trưng người Việt Nam. Thời gian đầu ở Thành phố Hồ Chí Minh, anh bắt đầu học hỏi Quyền Anh ở đội tuyển trẻ thành phố, tham gia các giải đấu thành phố và quốc gia. Một thời gian sau, anh chuyển sang bộ môn Kickboxing, bởi cảm thấy không hợp với Quyền Anh.
Năm 2009–2010, anh có tham gia tập luyện Vovinam một thời gian ngắn phục vụ đội tuyển vận động viên. Sau khi thi đấu, từ năm 2010, Nguyễn Kế Nhơn xác định tập trung vào Kickboxing và Muay Thái, tập luyện cho đến ngày nay. Anh có chiều cao 163 cm, thể hình thon gọn, phong cách chiến đấu tập trung vào sự bền bỉ, kiên cường, đòn đánh cường độ sát thương và tập trung nguy hiểm.

### Võ thuật nghiệp dư
Năm 2007, 2008, đồng thời học Đại học Thể dục thể thao Thành phố Hồ Chí Minh, anh giành Huy chương Bạc giải Quyền Anh Thành phố Hồ Chí Minh, được tuyển vào đội tuyển thành phố, tham gia giải quốc gia. Anh bị loại khỏi các trận vòng loại giải này.
Năm 2009, Nguyễn Kế Nhơn giành Huy chương Đồng môn Kickboxing tại Đại hội Thể thao Võ thuật châu Á 2009. Ngay sau đó, đội tuyển Kickboxing thành phố giải tán, anh phải chuyển sang đội tuyển Bình Dương, tập luyện Vovinam. Năm 2010, anh giành Huy chương Vàng môn Vovinam tại Đại hội Thể dục Thể thao toàn quốc 2010.
Năm 2011, anh vô địch Kickboxing toàn quốc. Bên cạnh đó, anh có tới mười một lần đoạt Huy chương Vàng vô địch Muay Thái toàn quốc. Năm 2016, tại Đại hội Thể thao Bãi biển châu Á, Nguyễn Kế Nhơn giành Huy chương Đồng hạng 48–51 kg, bộ môn Muay tại Đại hội Thể thao Bãi biển châu Á 2016.

### Võ thuật chuyên nghiệp
Năm 2014, anh bắt đầu sự nghiệp thi đấu Muay Thái chuyên nghiệp.
Ngày 07 tháng 10 năm 2017, Nguyễn Kế Nhơn đối đầu võ sĩ Phạm Minh Tiến, tại giải vô địch bán chuyên nghiệp Coco Championship, sự kiện 23 tại Đà Nẵng. Anh đã chiến thắng KO trong hiệp một.
Ngày 21 tháng 10 năm 2017, anh đối đầu với võ sĩ Nguyễn Văn Thắng, tại giải vô địch bán chuyên nghiệp Coco Championship, sự kiện 27 tại Đà Nẵng. Anh đã chiến thắng KO trong hiệp một, giành đai vô địch Coco Championship, hạng bantam weight 56 kg.
Ngày 27 tháng 02 năm 2018, Nguyễn Kế Nhơn đối đầu võ sĩ người Nga Sergei Belik tại Sân vận động Lumpinee, Băng Cốc. Anh đã giành chiến thắng tính điểm sau ba hiệp đấu, qua đó giành đai vô địch WBC Muay Thái chuyên nghiệp thế giới.
Ngày 13 tháng 10 năm 2019, Nguyễn Kế Nhơn đối đầu với Prakartsuek Kaewsamrit, người Thái tại Ayutthaya, Thái Lan, trong sự kiện Miracle Muay Thái Festival, tranh đai vô địch WPMP chuyên nghiệp thế giới hạng 53,5 kg của Liên đoàn Muay Thái Chuyên nghiệp Thế giới (World Professional Muaythai Federation). Anh đã thua tính điểm tỉ số sau năm hiệp đấu, đai WPMP thuộc về đối thủ.

## Giải thưởng
- 2009 Đại hội Thể thao Võ thuật châu Á 2009, môn Kickboxing, hạng bantamweight, Huy chương Đồng.
- 2016 Đại hội Thể thao Bãi biển châu Á, môn Muay Thái, hạng 48–51 kg, Huy chương Đồng.
- 2010 Đại hội Thể dục Thể thao toàn quốc, môn Vovinam, Huy chương Vàng.
- 2011 Giải vô địch võ thuật toàn quốc, môn Kickboxing hạng nhẹ, Huy chương Vàng.
- 11 lần vô địch Muay Thái toàn quốc hạng 51 kg, Huy chương Vàng.
- Đai vô địch hạng bantamweight Coco Championship, bán chuyên nghiệp.
- Đai vô địch WBC Muay Thái thế giới chuyên nghiệp, hạng 52 kg.